# Kalendarium powstania warszawskiego – 8 września

## 8 września, piątek
Toczyły się walki o domy przy ulicach: Traugutta, Czackiego, Świętokrzyskiej, Wareckiej, Chmielnej i Al. Jerozolimskich. Wycofanie się oddziałów polskich z gmachu Ministerstwa Spraw Wewnętrznych i Komendy Policji; utrzymano pozycje przy ul. Królewskiej, Towarowej, Srebrnej i w Dworcu Pocztowym, wyparto nieprzyjaciela z ul. Górskiego. Na Mokotowie sytuacja była stabilna. Pożary na Pradze. Nastąpiły naloty samolotów radzieckich na niemieckie stanowiska. Kilka tysięcy osób dobrowolnie opuściło miasto; wtedy też w godz. 12-14 artyleria niemiecka ucichła.
Niemcy rozpoczęli burzenie Zamku Królewskiego
Tego dnia zmarł kapral Leopold Mikołaj Tworkowski (ps. „Maciej”, ur. 1 listopada 1915, syn Aleksandra) z batalionu „Kiliński”. Został ciężko ranny dzień wcześniej – 7 września, w rejonie ul. Wareckiej; zmarł w
szpitalu powstańczym przy ul. Chmielnej 28. Z ran zmarł tego dnia także zastępca dowódcy 6 kompanii batalionu „Kiliński” Czesław Zadrożny.